# Stanisław Węsierski
Stanisław Węsierski (ur. 18 października 1955 w Czersku) – polski strażak, nadbrygadier Państwowej Straży Pożarnej.

## Życiorys
Służbę w pożarnictwie rozpoczął 1 września 1976. Jest absolwentem Szkoły Głównej Służby Pożarniczej oraz politologii na Uniwersytecie Zielonogórskim. Był między innymi komendantem rejonowym Straży Pożarnej w Gorzowie Wielkopolskim oraz zastępcą komendanta wojewódzkiego Państwowej Straży Pożarnej w Gorzowie Wielkopolskim. 15 lutego 2006  został powołany na stanowisko lubuskiego komendanta wojewódzkiego Państwowej Straży Pożarnej i funkcję tę sprawował do momentu przejścia na emeryturę w marcu 2013. 
4 maja 2012 odebrał akt mianowania na stopień nadbrygadiera z rąk prezydenta RP Bronisława Komorowskiego.

## Wybrane odznaczenia
- Złoty Krzyż Zasługi[2],
- Srebrnym Medal „Za zasługi dla obronności kraju”[2],
- Złoty Medal Za Zasługi dla Pożarnictwa[2]